# Dendryphantes rafalskii
Dendryphantes rafalskii là một loài nhện trong họ Salticidae.
Loài này thuộc chi Dendryphantes. Dendryphantes rafalskii được Wanda Wesołowska miêu tả năm 2000.